# Crepidium bancanum
Crepidium bancanum är en orkidéart som först beskrevs av Henry Nicholas Ridley, och fick sitt nu gällande namn av Dariusz Lucjan Szlachetko. Crepidium bancanum ingår i släktet Crepidium, och familjen orkidéer. Inga underarter finns listade i Catalogue of Life.